# Villanueva de las Cruces
Villanueva de las Cruces è un comune spagnolo di 402 abitanti situato nella comunità autonoma dell'Andalusia.

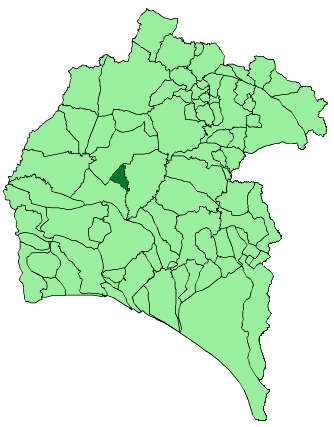
Mappa del comune nella provincia